# Vojkovice (Boêmia Central)
Vojkovice é uma comuna checa localizada na região da Boêmia Central, distrito de Mělník.